# The Witcher: Monster Slayer
The Witcher: Monster Slayer je hra na hrdiny s rozšířenou realitou, kterou vyvinula společnost Spokko, součást skupiny CD Projekt. Hra byla vydána 21. července 2021 na mobilech s operačními systémy Android a iOS.

## Hratelnost
Ve hře se hráči ujmou role zaklínače. Herní svět je obrazem skutečného světa, a to díky propojení s Mapami Google. Hráč se tedy musí pohybovat v reálném světě, aby se rovněž mohl pohybovat ve světě zaklínače. Určování polohy přebírá lokalizační funkce koncového zařízení. V herním světě hráč najde nejrůznější příšery, byliny nebo úkoly. V závislosti na topografii a také na denní či noční době se hráči setkají s různými objekty nebo nepřáteli.
Když hráči narazí na příšeru, která je v jejich blízkosti, začne boj. Na pomoc v bojích si hráči mohou vyrobit oleje na meče, lektvary pro zaklínače nebo bomby. Kromě jednotlivých bitev se hráči mohou setkat i s postavami, jež je navedou k menším úkolům.

## Přijetí
Hra dostala na recenzní stránce Metacritic 72 bodů ze sta, tedy „smíšené nebo průměrné“ recenze. Do tří dnů od vydání zaznamenala přes půl milionu stažení v obchodě Play Store.